# Orłowo (Gdynia)

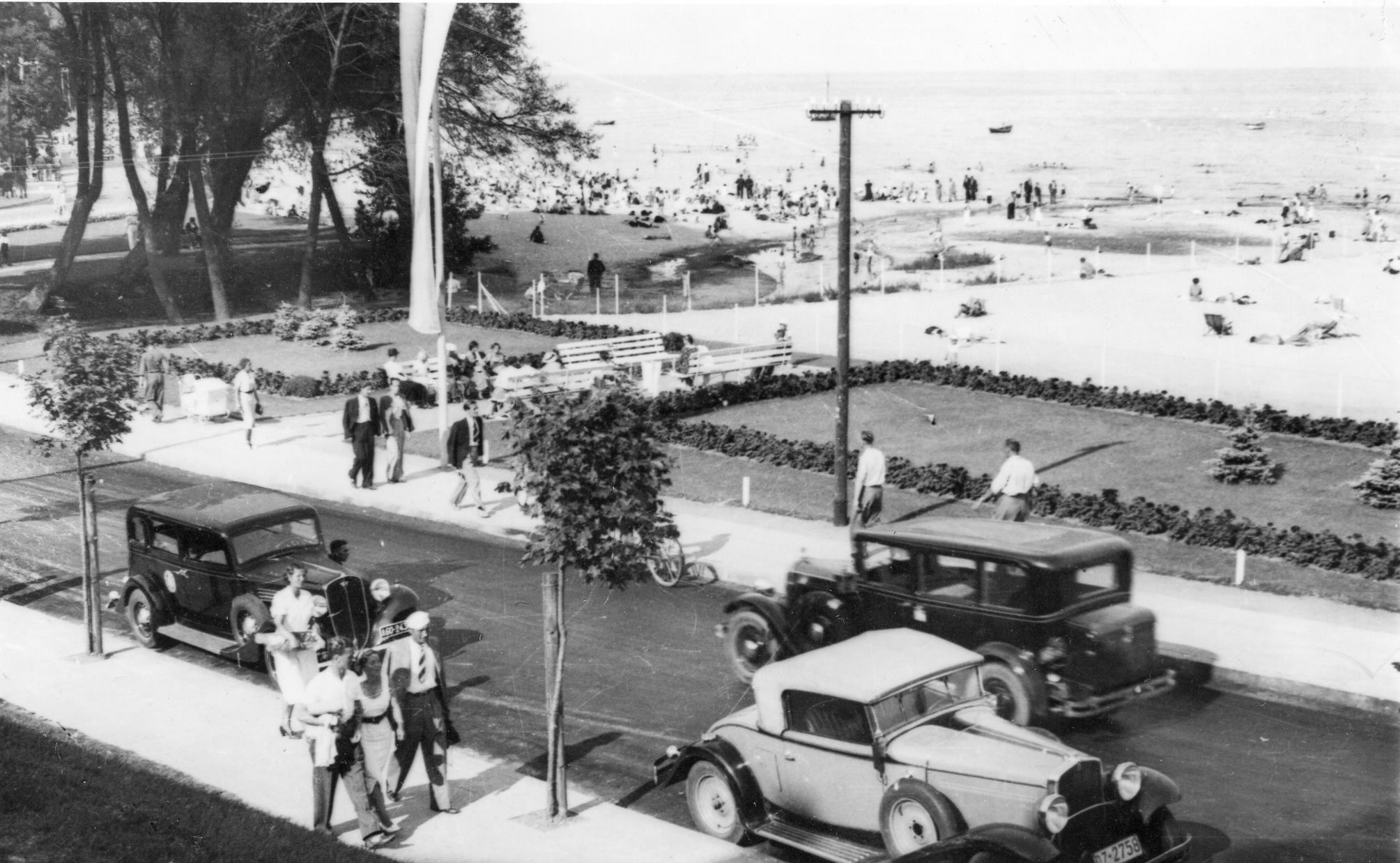
Plaża w Orłowie w latach 30. XX w.

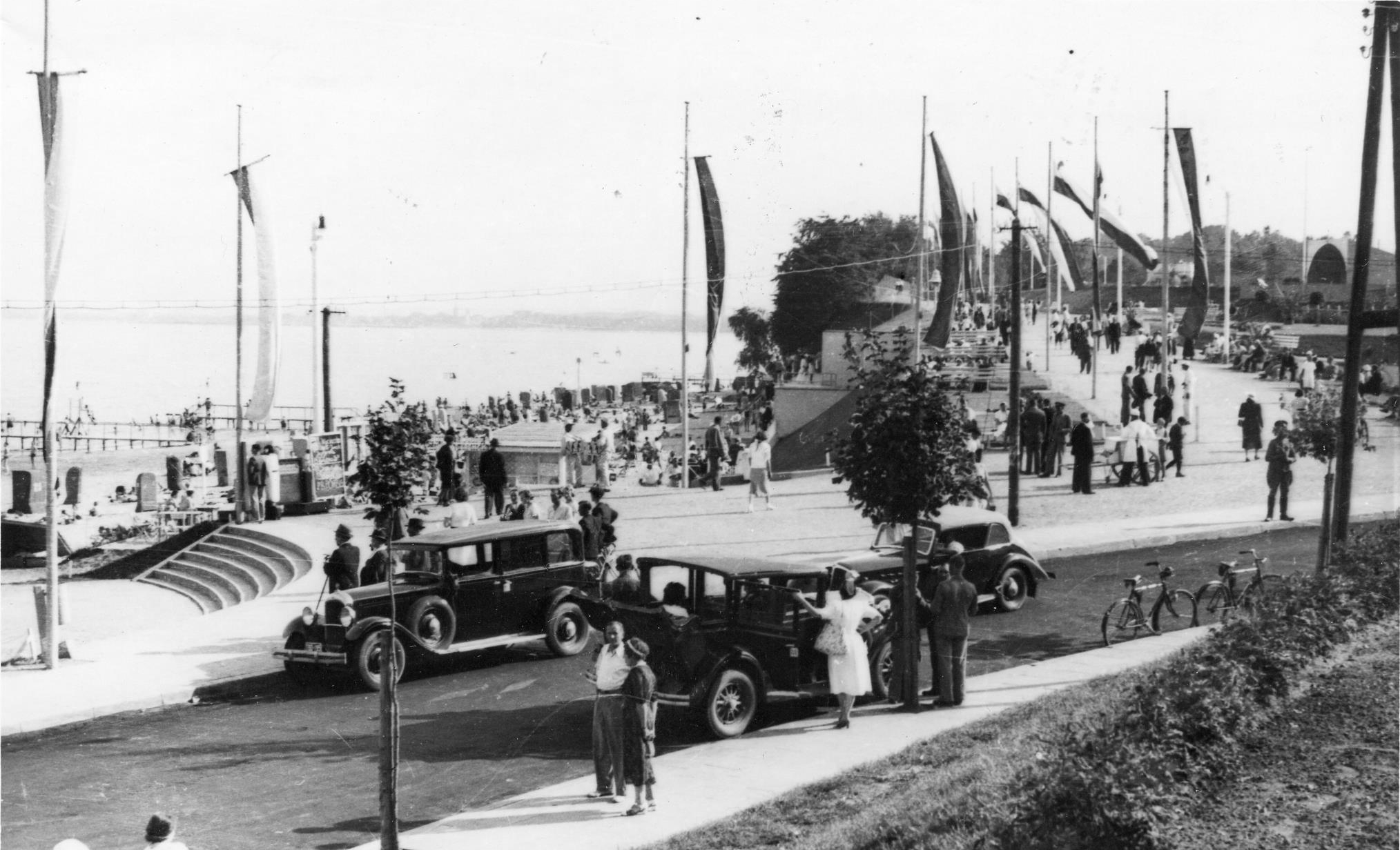
Plaża w Orłowie z widokiem na Sopot w latach 30. XX w.

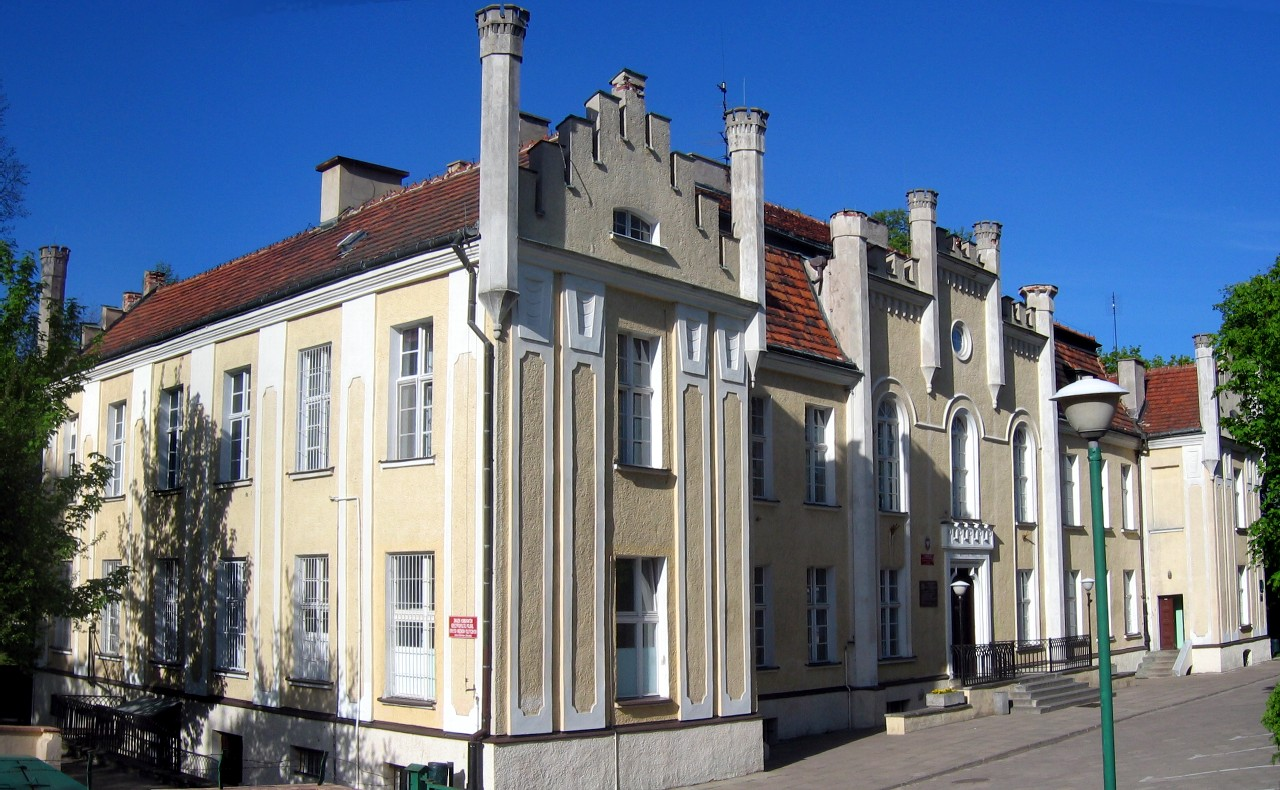
XVIII-wieczny zespół dworków parkowych

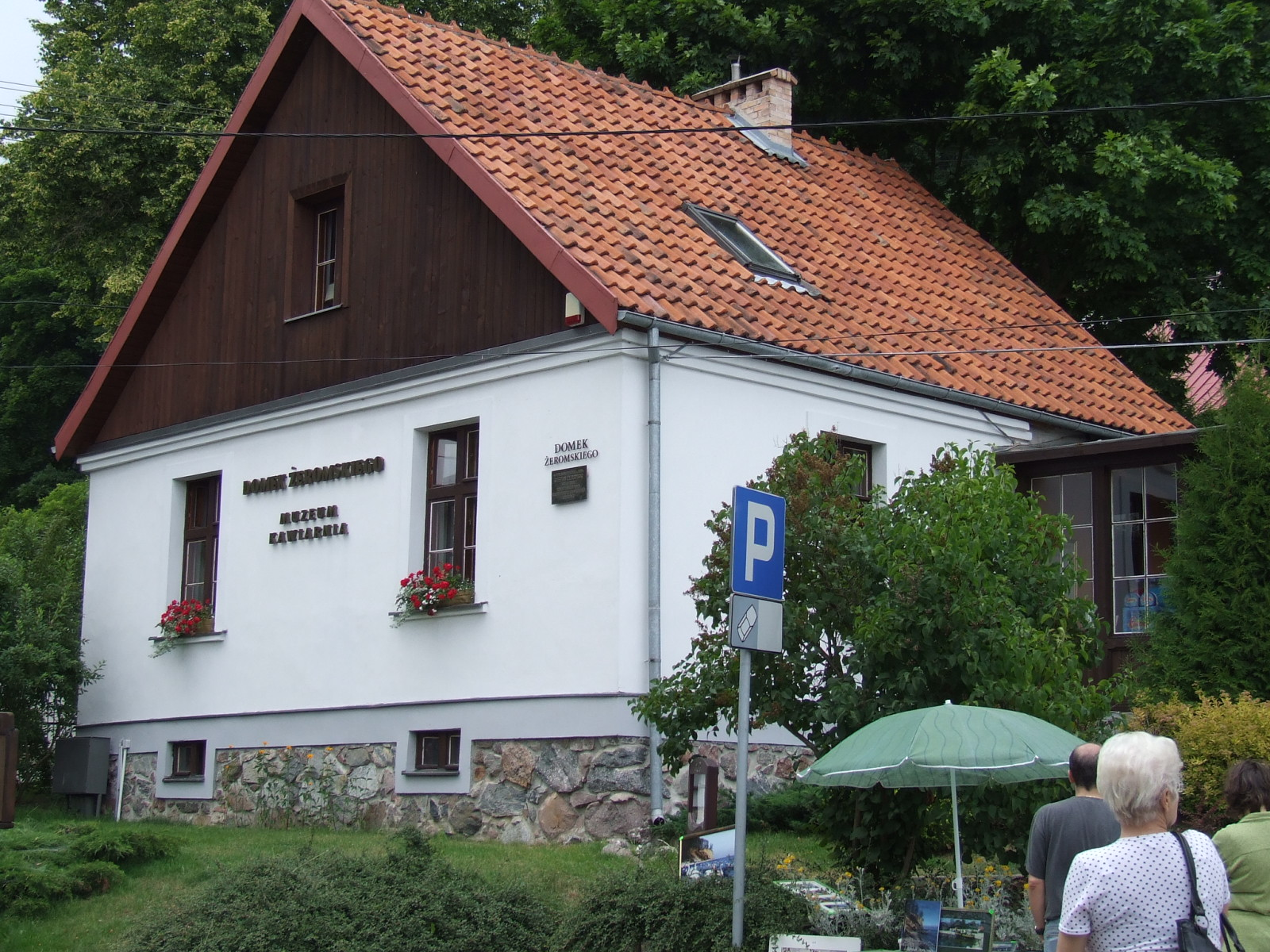
Dom w Gdyni-Orłowie, gdzie w 1920 roku mieszkał Stefan Żeromski, a obecnie siedziba Towarzystwa Przyjaciół Orłowa oraz galeria muzealna o pisarzu

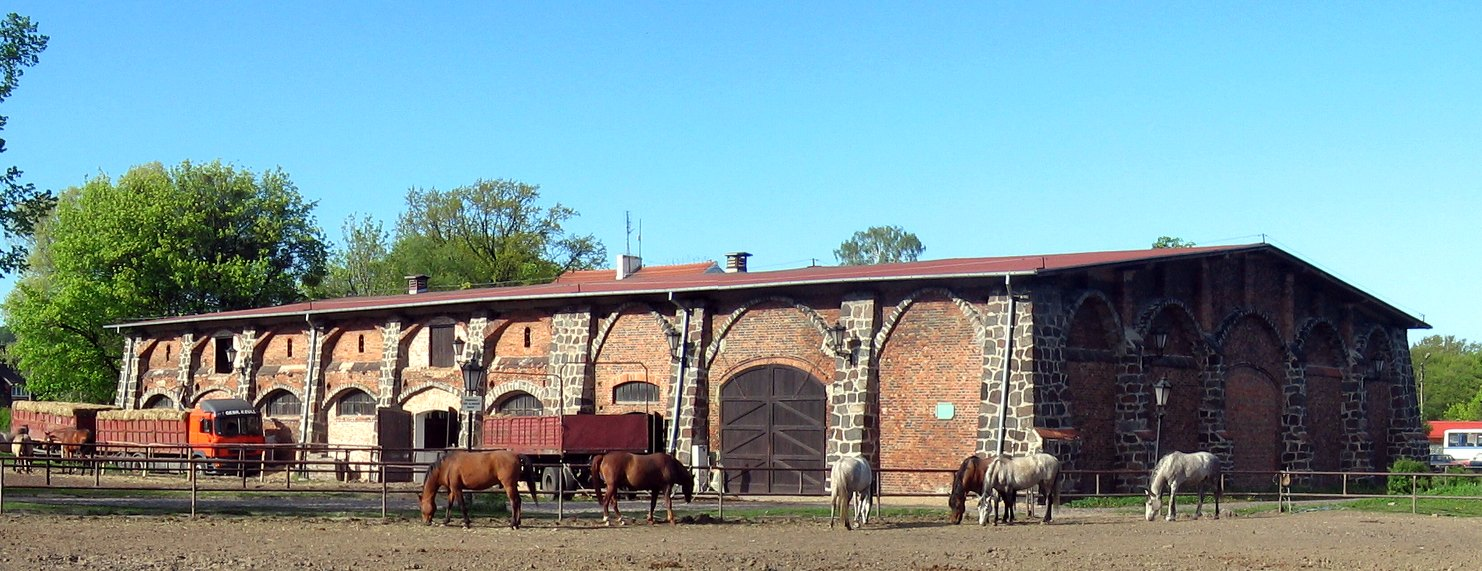
Stajnie w Kolibkach

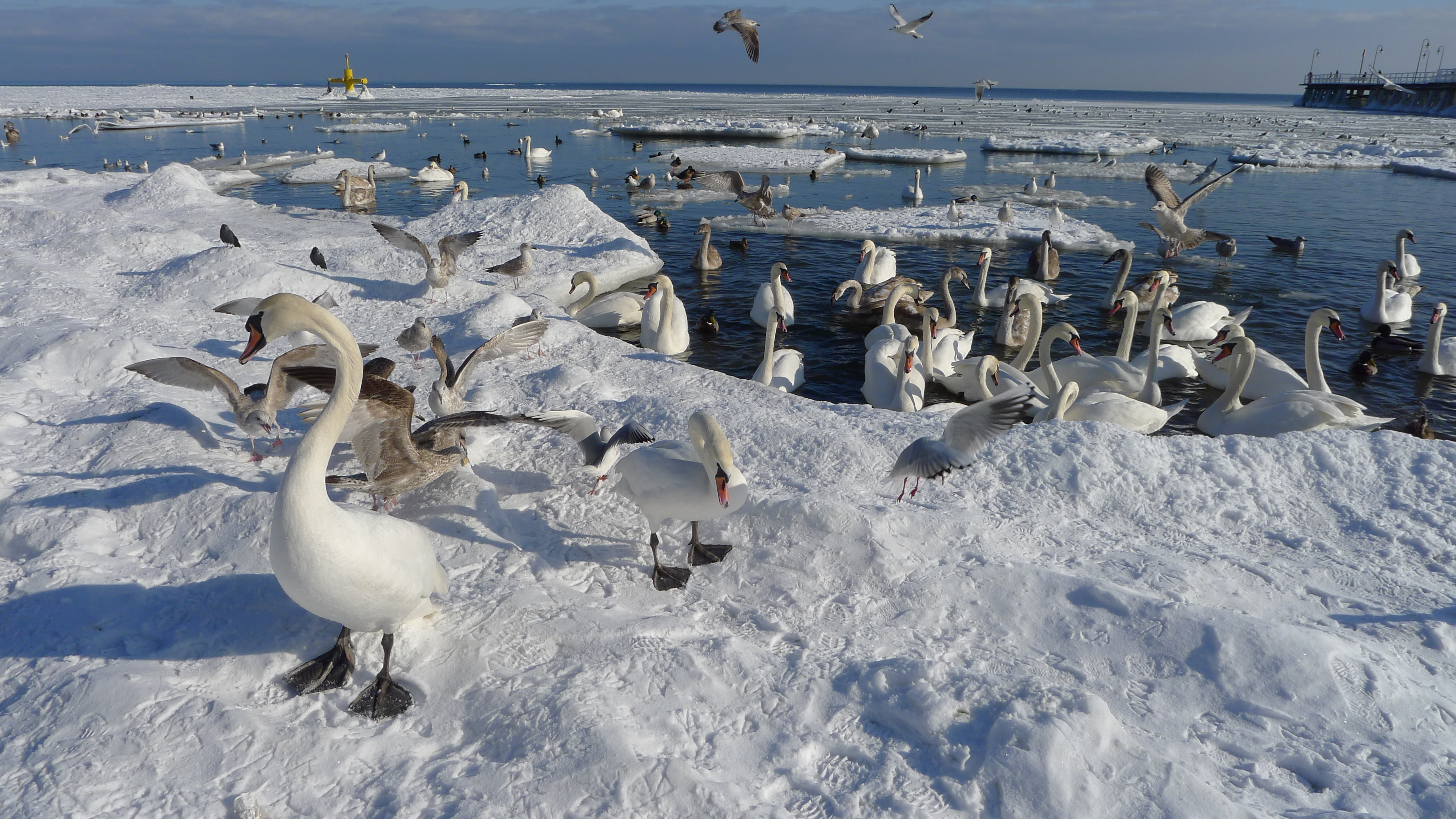
Plaża w Orłowie

Orłowo – nadmorska, południowa dzielnica Gdyni z przystanią morską dla rybaków (pas plaży). Znajdują się w niej molo orłowskie, a także charakterystyczny dla krajobrazu dzielnicy klif, z którym nazwę dzieli usytuowane w Orłowie centrum handlowe.
W Orłowie znajduje się też stacja kolejowa i przystanek Szybkiej Kolei Miejskiej w Trójmieście Gdynia Orłowo. Na granicy Orłowa z Płytą Redłowską można zobaczyć wiele dział, bunkrów i transzei z początku lat 50. XX w. W latach 1931–1935 istniała gmina Orłowo Morskie.
Nad morzem wyznaczono letnie kąpielisko Gdynia Orłowo o łącznej długości linii brzegowej 100 metrów. W latach 1937–2012 znajdował się tutaj dwukondygnacyjny murowany obiekt łazienek, posiadający sto kabin z bieżącą wodą oraz kabiny kąpielowe z wannami, stanowiący do sztormu w 2009 prowizoryczne zaplecze sceny letniej Teatru Miejskiego im. Witolda Gombrowicza. W jednym ze swoich utworów muzycznych wspomina o Orłowie raper Belmondo pochodzący z Gdyni. Wiosną 2020 kosztem 2,5 mln zł na 500-metrowym odcinku od orłowskiego mola do potoku Kolibkowskiego dokonano odtworzenia i poszerzenia zniszczonej sztormami plaży do 40 metrów; efekt tych prac był jednak krótkotrwały i przetrwał zaledwie do sztormów na przełomie stycznia i lutego 2022.

## Położenie
Orłowo graniczy z dzielnicami Gdyni: Redłowo (od północy), Mały Kack (od zachodu), z miastem Sopot (od południa), a także z Zatoką Gdańską (od wschodu). Przez Orłowo przepływa rzeka Kacza, która uchodzi tu do Morza Bałtyckiego. Wody rzeki umożliwiały funkcjonowanie młyna. Najwyższym wzniesieniem dzielnicy jest Góra Gołębia o wysokości 106,6 m, tak więc wysokości względne na terenie dzielnicy przekraczają 100 metrów i jest to tym samym najwyższa nadmorska dzielnica Trójmiasta.

## Historia
Swoją nazwę Orłowo zawdzięcza zapewne rybakowi Hansowi (Johannowi) Adlerowi, który w 1829 kupił od miejscowego młynarza ziemię przy ujściu rzeki Kaczej, na której postawił karczmę. Karczma ta, nazwana Adlershorst (w dosłownym tłumaczeniu „Orla Kępa” lub „Orle Gniazdo”), dała nazwę miejscowości, która po 1920 r. została oficjalnie przemianowana na Orłowo (nazwę tę podaje już Słownik Geograficzny Królestwa Polskiego z 1886). W 1939 Niemcy przywrócili nazwę sprzed 1920.
Powstały w 1840 zajazd Adlera przetrwał do dziś jako część szkoły plastycznej. Osada „Adlershorst” została urzędowo potwierdzona w 1857 r. W kolejnych latach powstawały pensjonaty w rejonie ul. Zacisznej, Orłowskiej i Spacerowej. Sama gospoda w II połowie XIX w. została rozbudowana i przemianowana na „Hotel Adlershorst”.
W 1871 w Orłowie znajdowały się tylko dwa domy, a w 1908 siedem.
W latach 1906–1907 niedaleko zajazdu, u stóp klifu zbudowano Dom Kuracyjny, mieszczący hotel i restaurację z tarasem, z którego roztaczał się piękny widok na zatokę. W 1921 roku w Orłowie zarejestrowanych było 13 łodzi wiosło-żaglowych i 1 kuter wiosło-żaglowy, zaś liczba mieszkańców trudniących się rybołówstwem wynosiła 7.
Przed wybuchem II wojny światowej w Orłowie gościło od 8 do 10 tys. kuracjuszy, korzystających z 34 pensjonatów oraz licznych kwater. Wśród nich byli m.in. Stefan Żeromski, który z rodziną spędził tu wiosnę i lato 1920, oraz odwiedzający go Jan Kasprowicz, Antoni Abraham i Aleksander Majkowski. Powstała tu jego opowieść „Sambor i Mestwin”, tu też przygotowywał się do stworzenia „Wiatru od morza”. Żeromski odbywał z Orłowa wycieczki piesze i konne, a raz wybrał się statkiem na Hel.
W 1934 r. z materiałów z rozbiórki tymczasowego mola w Gdyni żołnierze zbudowali 420-metrowe molo spacerowe, do którego dobijały statki żeglugi przybrzeżnej. W ten sposób Orłowo posiadało dwa równoległe mola – pierwsze powstało pod koniec lat 20. w wyniku przedłużenia dotychczasowego pomostu cumowniczego.
Według legendy nazwa Orłowo to pamiątka po spektakularnej bitwie orłów, która była obserwowana 6 stycznia 1666 w tym miejscu przez okolicznych rybaków.

## Atrakcje turystyczne i zabytki
Do głównych atrakcji Orłowa należą spacerowe molo i okolice klifu, umożliwiające spacery i wycieczki widokowe.
- Molo w Orłowie

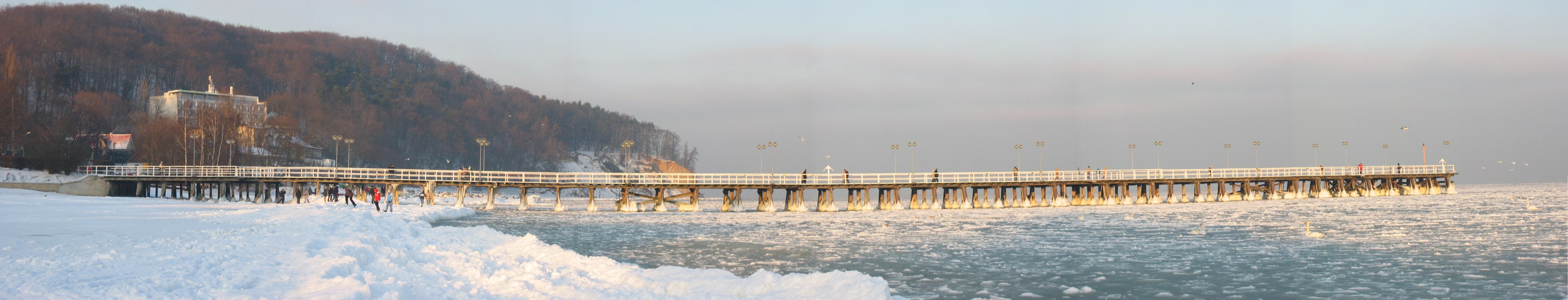
Molo w Orłowie

- Scena Letnia Teatru Miejskiego w Gdyni
- były zajazd Adlerówka, ul. Orłowska 8
- Dom Kuracyjny, ul. Orłowska; w 1984 wpisany do rejestru zabytków, obecnie mieszkania komunalne.
- willa „Weneda”, ul. Przebendowskich 1
- Pensjonat „Gryf”, ul. Przemysława 6
- willa, ul. Inżynierska 111
- zespół pałacowo-parkowy, stadnina koni, Kolibki, al. Zwycięstwa 291, dawna posiadłość Sobieskich
- zespół pałacowo-parkowy z XVIII w., ul. Folwarczna 2, była siedziba I Akademickiego Liceum Ogólnokształcącego. Dawna posiadłość m.in. rodziny von Krockow, przed wojną był własnością Związku Zawodowego Nauczycieli Polskich Szkół Średnich, obecnie hotel[18]
- XVI-wieczny kościół pw. Matki Boskiej Bolesnej
- Domek Żeromskiego, ul. Orłowska – obecnie siedziba Towarzystwa Przyjaciół Orłowa i Rady Dzielnicy i kawiarnia; tutaj tworzył Stefan Żeromski.
- Opuszczone sanatorium, dawny Dom profilaktyczno-wypoczynkowy „Zdrowie”
- Przy wschodnich wiatrach nad klifem w Orłowie można spotkać paralotniarzy wykorzystujących prądy wznoszące tworzące się nad krawędzią klifu, startują z promenady Marysieńki[19].

Przez wiele lat przy ulicy Orłowskiej 13 istniał jeden z najbardziej znanych klubów w Trójmieście – Maxim, który m.in. spopularyzował zespół Lady Pank piosenką pt. „Tańcz głupia tańcz”, rozpoczynającą się tekstem – U Maxima w Gdyni. Obok pozostałości klubu niszczeje obiekt dawnego Czerwonego Dworu.
Od 2021 w sezonie letnim dworzec kolejowy w Orłowie połączony jest z molem bezpłatną linią "Orłowski meleks".
Po 2021 u zbiegu ulicy Orłowskiej i ujścia rzeki Kaczej przewidywane jest powstanie skweru rekreacyjnego „Wzgórze Mewy” z siłownią, tarasem piknikowym i punktem widokowym.

## Szkoły
- Szkoła Podstawowa nr 8 im. Obrońców Helu[24]
- Szkoła Podstawowa nr 11 im. "Bohaterów Załogi ORP GROM"[25]
- IX Liceum Ogólnokształcące im. Marszałka Józefa Piłsudskiego[26]
- Zespół Szkół Administracyjno-Ekonomicznych[27]
- Zespół Szkół Plastycznych w Gdyni

## Kościoły, parafie i zakony

### Kościoły
Na terenie dzielnicy znajdują się następujące kościoły:
- Kościół rzymskokatolicki pod wezwaniem Matki Boskiej Bolesnej.
- Kościół Chrystusowy
- Przed II wojną światową w Kolibkach znajdował się też kościół pw. św. Józefa. W 1764 świątynia była konsekrowana, w 1794 ustanowiona filią Wielkiego Kacka. W 1928 do parafii w Kolibkach należały 143 osoby. Ostatnim księdzem tam pracującym był ks. Roman Wiśniewski. W 1939 władze niemieckie rozebrały kościół pw. św. Józefa, chociaż nie był uszkodzony; rozbiórka trwała od jesieni 1939 do wiosny 1940. Zniszczono wszystko łącznie z fundamentami, ogrodzeniem cmentarza i kapliczkami. Obrazy przeniesiono do kościoła na Witominie, gdzie spłonęły w 1945. Po wojnie kościoła już nie odbudowano, a kościołem parafialnym został były kościół ewangelicki w Orłowie pw. Matki Boskiej Bolesnej.

### Parafie
Na terenie dzielnicy znajduje się parafia Matki Boskiej Bolesnej w Gdyni. Parafia ta powstała w 1945 roku, gdy po II wojnie światowej ks. Stefan Kwiatkowski poświęcił kościół protestancki w Orłowie za przyzwoleniem Kurii Biskupiej w Pelplinie.

### Zakony
Na terenie Orłowa są klasztory sióstr:
- serafitek
- urszulanek
- elżbietanek
- dominikanek
- karmelitanek bosych.